# Punto sin retorno
La Tercera Temporada de Babylon 5 abarca el año 2260 y toma su título general del episodio 9.

El Proyecto Babylon era nuestra última, y mejor esperanza de paz. Fracasó. Pero en el año de la guerra de las Sombras, se convirtió en algo aun mas importante: nuestra última esperanza... de victoria. El año es el 2260. El lugar: Babylon 5.
Comandante Susan Ivanova

## Cuestiones de Honor
- Guionista: J. Michael Straczynski
- Director: Kevin Cremin
- Título original: Matters of Honor

Un campamento ranger está sufriendo un bloqueo y espera un ataque de las sombras en cualquier momento. Entretanto, un agente de inteligencia de las Fuerzas Terrestres llega con la misión de recabar información sobre la nave que apareció recientemente en la ISN.
- Primera aparición de Marcus Cole.

## Convicciones
- Guionista: J. Michael Straczynski
- Director: Mike Vejar
- Título original: Convictions

Alguien está poniendo bombas en la estación, matando indiscriminadamente.
- Primera aparición del Hermano Theo y sus monjes.

## Un día en la contienda
- Guionista: J. Michael Straczynski
- Director: David Eagle
- Título original: A Day in the Strife

Una sonda alienígena establece contacto con la estación con una prueba de conocimientos. Si la superan, recibirán tecnología muy avanzada. Si la fallan, serán destruidos.

## Cruzando a través de Getsemaní
- Guionista: J. Michael Straczynski
- Director: Adam Nimoy
- Título original: Passing through Gethsemane

El Hermano Edward, uno de los monjes que se han establecido en Babylon 5, ha empezado a tener visiones de crímenes horribles que le atormentan.

## Voces de Autoridad
- Guionista: J. Michael Straczynski
- Director: Menachem Binitsky
- Título original: Voices of Authority

En vista de las recientes decisiones cuestionables de John Sheridan, la Central Terrestre asigna una oficial político a Babylon 5. Mientras, empieza la búsqueda de Los Primeros

## Polvo al polvo
- Guionista: J. Michael Straczynski
- Director: David Eagle
- Título original: Dust to Dust

El policía psíquico Bester vuelve a la estación a la caza de un traficante de "polvo", una droga que confiere al consumidor poderes telepáticos temporales. El traficante llama la atención de G'Kar que busca nuevas armas que usar contra los centauri.

## Exogénesis
- Guionista: J. Michael Straczynski
- Director: Kevin Cremin
- Título original: Exogenesis

Marcus consigue la ayuda de Franklin en su investigación de las desapariciones de varios residentes del Bajo Fondo, aparentemente dominados por una especie alienígena parasitaria.

## Mensajes desde la Tierra
- Guionista: J. Michael Straczynski
- Director: Mike Vejar
- Título original: Messages from Earth

La Tierra se ha hecho con una antigua nave sombra y planean activarla en una instalación de investigación científica en Ío. Sheridan y Delenn deben ir allí clandestinamente a bordo del Estrella Blanca para evitarlo.

## Punto sin Retorno
- Guionista: J. Michael Straczynski
- Director: Jim Johnston
- Título original: Point of No Return

Tras la declaración de la ley marcial en la Tierra era sólo cuestión de tiempo que la orden llegara a Babylon 5. Además, las tareas de seguridad se encargarán a los Guardianes de la Noche. Todo esto complica los planes de Londo respecto a la visita de Lady Morella, viuda del emperador y profetisa.

## Sueños rotos
- Guionista: J. Michael Straczynski
- Director: David Eagle
- Título original: Severed Dreams

El Alexander llega a Babylon 5 perseguido por las fuerzas leales a Clark, forzando a la tripulación de la estación a tomar una decisión.
- El papel del Mayor Ryan debía hacerlo el General Hague, pero en el último momento Robert Foxworth optó por hacer un episodio doble de Star Trek: Espacio Profundo 9 en lugar de este.
- Straczynski quería a Everett McGill para el papel del Mayor Ryan, pero se equivocó de nombre al hablar con la directora de casting, y acabaron contratando a Bruce McGill.

## Ceremonias de luz y oscuridad
- Guionista: J. Michael Straczynski
- Director: John Flinn III
- Título original: Ceremonies of Light and Dark

La ceremonia minbari del Renacimiento se celebra para conmemorar los grandes cambios, presentes o inminentes, y al estar entre ambos, Delenn considera que es el momento idóneo. Pero los Guardianes de la Noche tienen sus propios preparativos en marcha.

## La transición de Vir
- Guionista: J. Michael Straczynski
- Director: Jesús Salvador Treviño
- Título original: Sic Transit Vir

Vir ha progresado mucho en los últimos tiempos. Su reciente nombramiento como delegado en Minbar ha llamado la atención y le ha garantizado una pretendiente. Una con quien su familia ya ha formalizado un acuerdo matrimonial. Claro que todo eso podría cambiar si se descubre lo que ha estado haciendo últimamente.

## Una visita inesperada de Avalón
- Guionista: J. Michael Straczynski
- Director: Mike Vejar
- Título original: A Late Delivery From Avalon

¿Quién es el misterioso hombre que ha atravesado la aduana con una espada y una armadura? Él asegura ser el Rey Arturo de Camelot, pero ¿es eso posible?
- Michael York, que interpreta a Arturo, era una de las opciones principales para el papel de Sheridan.

## Nave de lágrimas
- Guionista: J. Michael Straczynski
- Director: Mike Vejar
- Título original: Ship of Tears

Considerando que el enemigo del enemigo bien podría ser un amigo, Bester se convierte en un improbable aliado en la lucha contra las Sombras.

## Interludios y análisis
- Guionista: J. Michael Straczynski
- Director: Jesús Salvador Treviño
- Título original: Interludes and Examinations

Las sombras han empezado a atacar abiertamente y Franklin y Garibaldi llegan a un punto crítico respecto a la adicción a los estimulantes, nada de lo cual importa a Londo, feliz por el regreso de Adira.

## Guerra sin fin 1
- Guionista: J. Michael Straczynski
- Director: Mike Vejar
- Título original: War Without End, Part 1

Sinclair recibe una carta muy especial. Una carta escrita por un minbari hace más de novecientos años. Debe cumplir con un destino, pero el precio será alto.

## Guerra sin fin 2
- Guionista: J. Michael Straczynski
- Director: Mike Vejar
- Título original: War Without End, Part 2

Pasado, presente y futuro se mezclan a bordo de Babylon 4. Sinclair, Sheridan y el resto averiguan más sobre lo que será, lo que podría ser, y lo que fue.

## El paseo
- Guionista: J. Michael Straczynski
- Director: Kevin Cremin
- Título original: Walkabout

Tras dimitir de su puesto, Franklin ha emprendido una búsqueda de sí mismo que le lleva a sumergirse en el Bajo Fondo de Babylon 5. Entretanto, el nuevo embajador vorlon llega a la estación y se planea una arriesgada misión para comprobar si, efectivamente, tienen un arma contra las sombras.

## El sector gris 17 ha desaparecido
- Guionista: J. Michael Straczynski
- Director: John Flinn III
- Título original: Grey 17 is Missing

Delenn es la elegida para convertirse en la nueva Entil'Zha, pero la casta guerrera, con Neroon al frente, tiene algo que decir al respecto. Y Garibaldi hace una visita al Triángulo de Babylon 5 que sólo le da motivos para reafirmarse en su odio hacia el Sector Gris

## Y la roca gritó: "no hay donde esconderse"
- Guionista: J. Michael Straczynski
- Director: David Eagle
- Título original: And the Rock Cried Out, No Hiding Place

Un baptista, un rabino, un budista y un hindú llegan a Babylon 5. No es un chiste, es una trama de espionaje.
Londo decide ocuparse, brutal y definitivamente, de uno de los problemas que más dolor le ha causado.

## Baile de sombras
- Guionista: J. Michael Straczynski
- Director: Kim Friedman
- Título original: Shadow Dancing

Conseguida la estrategia, y conseguidas las armas, sólo queda llevarlas a la batalla. Y será una batalla dura, que no quedará sin respuesta.

## Z'ha'dum
- Guionista: J. Michael Straczynski
- Director: Adam Nimoy
- Título original: Z'ha'dum

El regreso de alguien de su pasado desvela a Sheridan muchos secretos. Los secretos de Delenn, los de los vorlon, los de las sombras. Y, a cambio, él deberá ir a Z'ha'dum. Aun sabiendo que si va, morirá.

## Orden Mejorado
Por diversas causas, varios episodios no fueron emitidos en el orden inicialmente previsto cuando la serie emitió por vez primera. El que sigue es el orden óptimo de visionado de los episodios (los cambios vienen señalados):
- Cuestiones de Honor
- Convicciones
- Un día en la contienda
- Cruzando a través de Getsemaní
- Voces de Autoridad
- Polvo al polvo
- Exogénesis
- Mensajes desde la Tierra
- Punto sin retorno
- Sueños rotos
- Ceremonias de luz y oscuridad
- La transición de Vir
- Una visita inesperada de Avalón
- Nave de lágrimas
- Interludios y análisis
- El paseo
- Guerra sin fin 1
- Guerra sin fin 2
- El sector gris 17 ha desaparecido
- Y la roca gritó: "no hay donde esconderse"
- Baile de sombras
- Z'ha'dum

- Datos: Q1528642